# Les Contes de la Folie Méricourt
Les Contes de la Folie Mericourt ist eine Sammlung französischsprachiger Kindergeschichten von Pierre Gripari und die Fortsetzung seiner Contes de la rue Broca.

## Inhalt
Die Geschichten aus der Folie Mericourt, die Pierre Gripari ursprünglich in Paris für die Kinder aus seiner Nachbarschaft schrieb, besteht aus weiteren 14 Erzählungen, die ursprünglich aus griechischen, französischen und russischen Märchenstoffen entnommen und von Gripari neu bearbeitet wurden:
- Les déménageurs (Die Umzugsunternehmer)
- Le renard et sa queue (Der Fuchs und sein Schwanz)
- Pirlipipi, deux sirops, une sorcière (Pirlipipi, zweimal Sirup und eine Hexe)
- Jeannot et l'ogresse (Jeannot und die Menschenfresserin)
- Le marchand de fessées (Der Händler der Popoklapse)
- Le gel au nez rouge (Meister Frost mit der roten Nase)
- La cinq fois belle (De wunderschöne Catherine)
- Pouic et la Merlette (Piep und die Amseldame)
- Le juste et l'injuste (Der Gerechte und der Ungerechte)
- Catherine sans nom (Kathrin Namenlos)
- Le paysan et le moineau (Der Bauer und der Spatz)
- La princesse Barbue (Die Prinzessin mit Bart)
- La sorcière et le commissaire (Die Hexe und der Kommissar)
- Nanasse et Gigantet (Die Kleiner- und Größer-Geschichte)

Einige der Geschichten wurden zusammen mit den Erzählungen aus Contes de la rue Broca als Trickfilmserie 1995/1996 im französischen Sender France 3 und ab 1998 in deutscher Sprache im Ki.Ka, in ORF 1 und in SF 1 unter dem Titel Die geheimnisvolle Rue Broca in einer Serie mit 26 Episoden ausgestrahlt.

## Ausgaben
- Pierre Gripari: Les contes de la Folie Méricourt. Grasset Jeunesse, Paris 1993, ISBN 2-246-30672-8.